# Josef Seidl (Mediziner)
Josef Seidl (* 31. Dezember 1901 in Eichendorf; † 26. März 1985) war ein deutscher Arzt und Standesfunktionär.

## Leben und Wirken
Josef Seidl wurde 1901 als sechstes Kind eines Landwirts und Mehlhändlers geboren. 1921 legte er auf dem humanistischen Gymnasium Leopoldinum (Passau) das Abitur ab. Danach studierte er an der Ludwig-Maximilians-Universität München Medizin. Er bestand 1926 das Staatsexamen und wurde 1927 zum Dr. med. promoviert. Nach Assistenzarzt-Zeit in Straubing und Pilsting ließ er sich 1929 als praktischer Arzt in Scheyern nieder. Von 1946 bis 1976 war er Vorsitzender des Ärztlichen Kreisverbandes Pfaffenhofen an der Ilm. 1972 wurde er mit der Paracelsus-Medaille der Deutschen Ärzteschaft ausgezeichnet.